# Ogdens’ Nut Gone Flake
Ogdens’ Nut Gone Flake ist ein Konzeptalbum der britischen Beatband Small Faces aus dem Jahr 1968. Es ist ihr viertes Studioalbum.

## Entstehung
Der Titel ist eine Anspielung auf die aus Liverpool stammende Tabakmarke Ogdens’ Nut-Brown Flake des Herstellers Ogden, der ab April 1899 Schnupftabak, Pfeifentabak und Zigaretten produzierte. Auf dem repräsentativen Gebäude des im Juni 2011 geschlossenen Unternehmens ist die Apostrophierung richtigerweise „Ogden’s“ geschrieben, die Original-Tabakdose ist jedoch mit „Ogdens’ Nut-Brown Flake“ beschriftet, was die Small Faces übernommen hatten.
Der größte Teil des Albums wurde von den Small Faces bei Bootsausflügen auf der Themse geschrieben. Der Titel Ogdens’ Nut Gone Flake hatte für die Small Faces tiefere Bedeutung. Sie benutzten nämlich Ogdens Tabakdosen zur Aufbewahrung ihres Marihuana-Bedarfs. „Nut gone“ erklärte Kenney Jones dem Musikzeitschrift Rolling Stone 1991 so: „Wir benannten es ‚Nut Gone‘, weil unsere Gehirne nach dem Konsum verschwunden waren.“ Die A-Seite der LP besteht aus kürzeren Songs und wird durch den langsamen instrumentalen Titelsong eingeleitet. 
Die suite-artige B-Seite handelt von einem vom englischen Comedian Stanley „Stan the Man“ Unwin (* 7. Juni 1911, † 12. Januar 2002) erzählten Märchen. Durchgängiges Thema der B-Seite sind die wunderlichen Märchen über Happiness Stan, der sich auf die Suche nach der fehlenden Mondhälfte macht. Auf einer psychedelischen Reise zur Höhle des Einsiedlers Mad John erfährt er von ihm, dass das Verschwinden der anderen Mondhälfte lediglich temporär sei.
Viele der Songs sind im Londoner Cockney-Dialekt gesungen, insbesondere auch das letzte Stück der A-Seite, Lazy Sunday. Es handelt von Nachbarschaftsproblemen und thematisierte das konfliktgeladene nachbarschaftliche Leben in einem Reihenhaus, dessen Wände den Lärm weitertransportieren. Steve Marriott wurde beim Text durch Schwierigkeiten mit seinen Nachbarn in Chiswick inspiriert, hatte das Stück jedoch nicht als Single vorgesehen. Es ist garniert mit einer Reihe von Soundeffekten wie Vogelzwitschern, Flöten, Meeresrauschen und der Spülung einer Toilette. 
Immediate Records veröffentlichte Lazy Sunday / Rollin’ Over ohne Wissen der Band als Single bereits am 5. April 1968, also noch vor der LP. Steve Marriott war nicht glücklich über die Entscheidung von Immediate, den Track Lazy Sunday als Single zu veröffentlichen, da er als Albumfüller gedacht war und nicht unbedingt seine kompositorischen Fähigkeiten repräsentierte. Die LP wurde zwischen November und Dezember 1967 von den Small Faces zusammen mit Toningenieur Glyn Johns in den Londoner Olympic Studios produziert. Viele Songs wurden durch den Soundeffekt Flanging verfremdet, um auch akustisch den psychedelischen Eindruck zu untermalen.

## Veröffentlichung und Erfolg
Die LP Ogdens’ Nut Gone Flake (IMLP 012) wurde erst am 24. Mai 1968 veröffentlicht. Auffällig war das für LPs untypische Rundcover in Form einer Tabakdose, einer Idee vom Bassisten Ronnie Lane. Die Schallplattenhülle bestand in der Ursprungsfassung aus einer runden Metallverpackung mit kunstvollem Aufdruck einer nachempfundenen Tabakdose von Ogden. Dieses Cover stellte sich jedoch als zu kostspielig heraus und wurde durch eine Kartonversion ersetzt; beide Ausführungen stammen vom Designer Mick Swan. Das einer Tabakdose ähnelnde runde und mehrfach aufklappbare Format traf nicht auf die Sympathie der Plattenläden, da diese LP aus den Regalen zu rollen drohte. Es war das erste Album seiner Art, das als Designkunst eingestuft wurde.
Das Album entwickelte sich zum Nummer-eins-Hit in den britischen LP-Charts, wo es ab 29. Juni 1968 für sechs Wochen auf dem ersten Platz blieb. In den USA erreichte es nach Veröffentlichung im September 1968 lediglich Rang 159 der LP-Charts. Es wurde zum umsatzstärksten britischen Album des Jahres 1968 und verkaufte bereits am Tag der Veröffentlichung 20.000, insgesamt weltweit eine Million Exemplare und wurde mit einer Goldenen Schallplatte ausgezeichnet. Zu regelmäßigen Live-Aufführungen des Konzeptalbums kam es nicht, lediglich in der britischen TV-Sendung Colour Me Pop wurden am 21. Juni 1968 sieben der zwölf Titel von den Small Faces präsentiert.

## Titelliste
Seite A
1. Ogdens’ Nut Gone Flake (Instrumentalaufnahme) (Marriott, Lane, McLagan, Jones) (2:26)
2. Afterglow of Your Love (Marriott, Lane) (3:31)
3. Long Agos and Worlds Apart (McLagan) (2:35)
4. Rene (Marriott, Lane) (4:29)
5. Song of a Baker (Marriott, Lane) (3:15)
6. Lazy Sunday (Marriott, Lane) (3:05)

Seite B
1. Happiness Stan (Marriott, Lane) (2:35)
2. Rollin’ Over (Marriott, Lane) (2:50)
3. The Hungry Intruder (Marriott, Lane, McLagan) (2:15)
4. The Journey (Marriott, Lane, McLagan, Jones) (4:12)
5. Mad John (Marriott, Lane) (2:48)
6. HappyDaysToyTown (Marriott, Lane, McLagan) (4:17)